# 용인홍천고등학교
용인홍천고등학교(龍仁洪川高等學校)는 대한민국 경기도 용인시 수지구 신봉동에 있는 공립 고등학교이다.

## 학교 연혁
- 2005년 12월 26일 : 홍천고등학교 10학급 설립 인가
- 2006년 3월 1일 : 초대 류포열 교장 취임
- 2006년 3월 3일 : 제1회 입학식(354명)
- 2009년 2월 11일 : 제1회 졸업식(314명)
- 2022년 1월 5일 : 제14회 졸업식(362명)
- 2023년 3월 1일 : 제6대 임종원 교장 취임
- 2023년 3월 2일 : 제18회 입학식(440명)

## 참고 자료
- 용인홍천고등학교 - 한국교육학술정보원 학교알리미